# Эберегизел

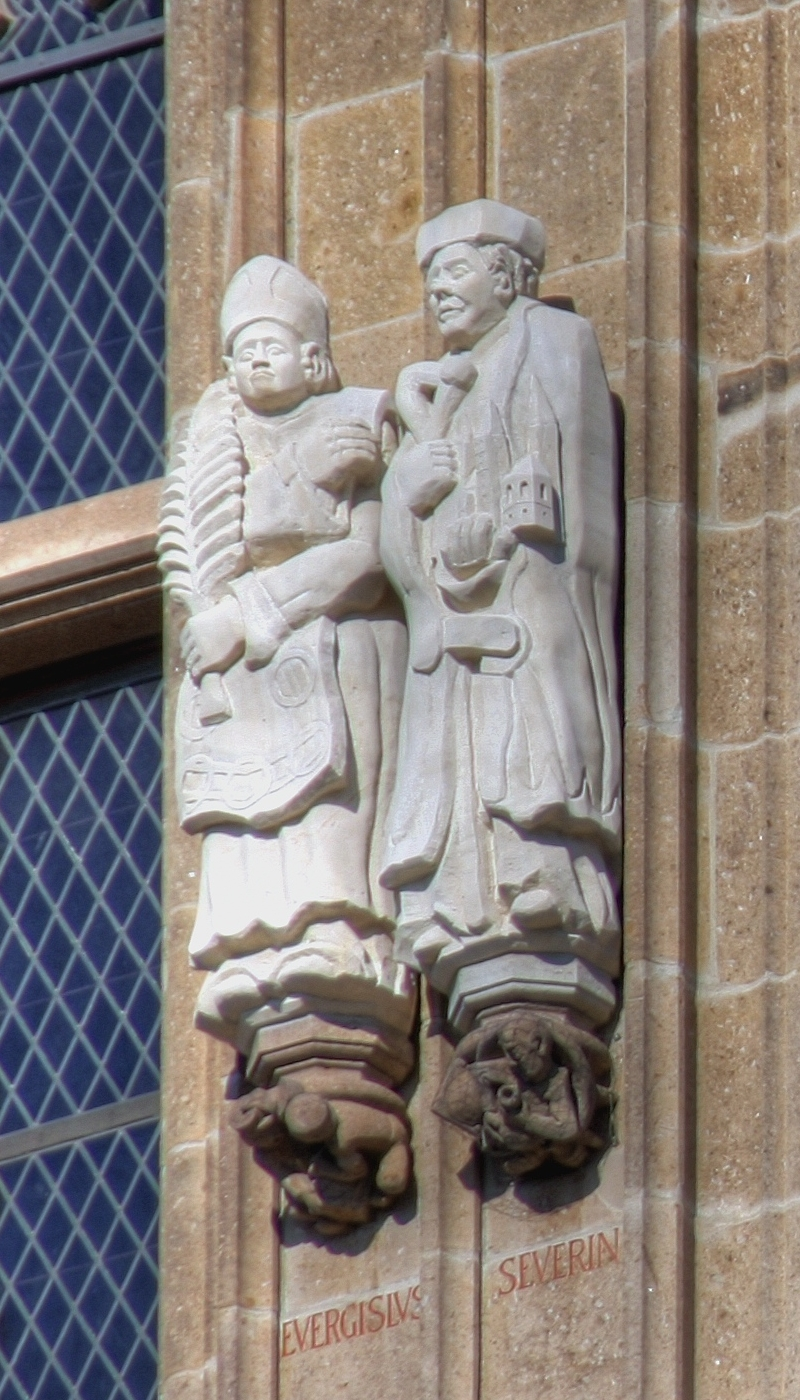
Скульптуры Эберегизила (слева) и Северина (справа) на Кёльнской ратуше

Церковь Франкского государства при Меровингах

Эберегизел (Эверигизил; лат. Eberegiselus или Everigisilus; умер 14 сентября между 590 и 594) — епископ Кёльна и, возможно, епископ Маастрихта в конце VI века; почитаемый в Католической церкви святой (день памяти — 24 октября).

## Биография
Эберегизел известен из нескольких средневековых исторических источников: «Истории франков» и «О славе мучеников» Григория Турского, «Жития святого Бруно», а также сочинений Херигера Лоббского и Ансельма Льежского.
О происхождении Эберегизела достоверных сведений в современных ему документах не сохранилось. Так как он носил германское имя, предполагается, что Эберегизел был выходцем из одного из этих народов (возможно, из франков). Согласно «Деяниям епископов Льежа» Херигера Лоббского, Эберегизел родился в Тонгерене. Ещё в юности приняв сан священника, он получил богословское образование в Кёльне, приехав сюда вместе со святым Северином. По свидетельству Альберта Льежского, уже будучи главой Кёльнской епархии его учитель Северин рукоположил Эберегизела в диаконы, а затем назначил своим преемником. Когда же Северин умер, Эберегизел с согласия клира и жителей Кёльна стал епископом. Эти авторы относили управление Эберегизелем Кёльнской епархией к первой половине V века, а его смерть датировали 450 или 455 годом. Однако в труде современника Эберегизела Григория Турского сообщается, что тот жил во второй половине VI века. Пытаясь объединить эти противоречивые свидетельства, историки Нового времени посчитали, что Кёльнской епархией управляли два епископа по имени Эберегизел: первый — в первой половине V века, а второй — в конце VI века. Современные же историки считают, что сведения Херигера Лоббского и Альберта Льежского основаны на недостоверных с исторической точки зрения преданиях и существовал только один епископ по имени Эберегизел, ставший главой Кёльнской епархии после упоминавшегося в этом сане в 560-х годах Карентина. Точная дата восшествия Эберегизела на епископскую кафедру не известна. Он — первый глава Кёльнской епархии германского происхождения: все его предшественники были галло-римлянами.
В книге «О славе мучеников» Григория Турского сообщается, что при Эберегизеле в Кёльне впервые стал отправляться культ святых воинов-мучеников Фиваидского легиона. Григорий Турский связывал это с исцелением Эберегизела от сильных головных болей благодаря молитвам одному из этих святых.
Эберегизелу приписывается строительство церкви в Биртене (около Ксантена), освящённой в честь святого Маллоса. Однако насколько достоверно это свидетельство, основанное на упоминании некоего Эберегизеля в труде Григория Турского «О славе мучеников», неизвестно. В самом Ксантене стараниями Эберегизела была построена первая церковь в честь святого Виктора, возведённая на месте оратория римских времён.
В «Истории франков» Григория Турского упоминается об участии епископа Кёльна в созванном в 590 году королём Хильдебертом II синоде. Решением этого собрания духовенства Франкского государства Эберегизел вместе с другими епископами был направлен в Пуатье для восстановления порядка в находившемся там женском аббатстве Святого Креста. В церковных преданиях Эберегизел описывается как иерарх, любимый паствой и уважаемый за свои дипломатические способности.
Будучи близкой к королеве франков Брунгильде персоной, Эберегизел несколько раз посылался ею с дипломатическими поездками в Вестготское королевство.
Хотя современник Эберегизела Григорий Турский называл его только епископом Кёльна, Херигер Лоббский утверждал, что тот был также и епископом в Маастрихте. Однако в сочинении Херигера не сообщается, в каком качестве Эберегизел управлял Маастрихтской епархией: покинул ли он для окормления её жителей Кёльнскую епархию или был только хорепископом. Однако современные историки сомневаются в достоверности этого свидетельства Херигера Лоббского, так как 590-х годах епископом Тонгерена, в епархию которого входил и Маастрихт, был Монульф.
Возможно, свидетельство о занятии Эберегизелом епископской кафедры в Маастрихте было следствием неправильной интерпретации Херегером Лоббским данных о смерти кёльнского епископа вблизи этого города. Согласно этому автору, когда Эберегизел объезжал Маастрихтскую епархию и направлялся в церковь Богоматери в Тонгерене, на него напали разбойники и убили его. По данным Херегера, это произошло в самом Тонгерене, а по свидетельству Ансельма Льежского — на вилле Трутмония (возможно, современный Термонь или Дортмунд). Похоронен Эберегизел был на месте своей гибели. В литаниях днём его смерти называется 14 сентября. Год этого события не известен, но так как Григорий Турский упоминал Эберегизела как уже скончавшегося, епископ не мог погибнуть позднее 594 года. Так как другие приводимые Херигером Лоббским и Ансельмом Льежским сведения о Эберегизеле недостоверны, их свидетельства об обстоятельствах кончины епископа Кёльна также подвергаются сомнению. Преемником Эберегизела в Кёльнской епархии был Солатий.
Уже в раннее Средневековье Эберегизел стал почитаться как святой. Приблизительно в 959 году архиепископ Бруно перенёс останки Эберегизела в Кёльн и 24 октября торжественно поместил их в драгоценную раку в церкви Святой Цецилии. В 1802 году мощи Эберегизела были перенесены в церковь Святого Петра, где находятся и в настоящее время. Реликварий с останками Эберегизеля несколько раз вскрывался. Состоявшееся в 1270 году первое известное вскрытие мощей описал Альберт Великий. В 2012 году под руководством судебно-медицинского эксперта Карл-Хайнца Шиви-Бочата было произведено новое вскрытие реликвария, во время которого найдены лоскуты ткани и останки двух взрослых людей без следов насилия.
В настоящее время Эберегизел почитается как святой всеми католиками. В «Римском мартирологе» днём его поминовения названо 24 октября, а в Льежской архиепархии его также поминают 28 марта. В иконографии святой Эберегизел изображается в епископских одеяниях и с пальмовой ветвью в руке. Он считается святым покровителем стекольщиков и изготовителей витражей, а также Кёльнской гильдии живописцев. В честь Эберегизела освящены две приходские церкви: церковь Святого Эберегизела в Брениге и одноимённай храм в Плиттерсдорфе. В Кёльнском соборе находится витраж с изображением Эберегизела, а на Кёльнской ратуше — скульптура святого.